# Ледвит, Энтони
Энтони Томас Ледвит (англ. Anthony Tomas Ledwith; 14 августа 1933, Гуз-Грин — 5 января 2015, Уиган) — британский химик, популяризатор науки, лауреат премии Лондонского королевского общества, кавалер Ордена Британской империи. Известен своими выдающимися работами в области химии полимеров.

## Биография

### Ранние годы
Энтони Ледвит родился в посёлке Гуз-Грин, вблизи города Уиган графства Ланкашир северо-запада Англии, в семье Томаса Ледвита и Мэри Ледвит (в девичестве Коглан). Уиган был промышленным городом процветающего Ланкаширского каменноугольного бассейна.
Когда Тони было 4 года, его отец погиб в железнодорожной аварии, и воспитание Энтони и его младшего брата легло на плечи их матери. В 1938—1945 мальчик посещал начальную школу Святого Катберта в Уигане. Джим Гибсон, директор клуба для мальчиков и учитель Тони по начальной школе, убедил его мать, что её сыну необходимо попробовать сдать экзамен в Уиганский технический колледж. После начальной школы Тони продолжил образование в Уиганском младшем техническом колледже (1945—1948) и далее — в Уиганском горнотехническом колледже (1948—1954). На протяжении обучения многие отмечали его способности в химии, физике и математике ещё до специализации на химии. При поддержке клуба для мальчиков Уигана он получил возможность в 1954 г. отправиться в Королевский институт химии в Лондоне для сдачи практических и теоретических экзаменов, которые успешно сдал.

### Брак
В 1960 году он женился на Мэри Клэр Райан в церкви Святой Марии в Стэндише. В браке у них родилось 3 дочери: Джоанна, Стеффани Клэр и Кэйт Элизабет, — а также сын Джеймс Энтони.

### Характер и увлечения
Одним из основных его увлечений была музыка во всех её формах, но особое внимание он уделял медным духовым инструментам. Преимущественно Энтони играл на корнете, причём уровень его игры привёл к членству в национальном молодёжном оркестре. К счастью, это увлечение осталось с ним на долгие годы и помогало переживать тяжёлые моменты его жизни. Он также проявлял энтузиазм в спорте, в частности в играх с мячом: пробовал себя в местной футбольной команде Wigan Athletic, более известной как «Latics». Он оставался сторонником «Latics» и «Wigan Warriors», местной команды лиги регби, всю свою жизнь. Впоследствии его энтузиазм привёл его к теннису, в который он любил поиграть с семьёй и друзьями, но самыми сильными увлечениями оставались футбол и игра на корнете.
Тони осел в Уигане и его окрестностях на всю жизнь. Следует вдобавок к увлечениям футболом и музыкой рассказать о его ранним увлечением социализмом, что привело к прозвищу «Красный светодиод (Red Led)», о его страсти к выращиванию и дегустации новых сортов картофеля, а также о его отвращении к экзотическим продуктам, которые ему регулярно встречались в зарубежных поездках в последующей карьере.
Многие не отказались бы иметь механизм «отключения и расслабления», чтобы справляться с напряжением, стрессом насыщенной профессиональной жизни. Тони был тёплым, открытым человеком с друзьями из разных социальных слоёв, с разными политическими убеждениями и разных национальностей. Его семья, музыка и спорт вместе с друзьями юности были самой ценной вещью в жизни, контакт с которой приносил удовольствие, избавлял от стресса.

### Ливерпуль
После окончания Уиганского технического колледжа Тони был принят в Ливерпульский университет для получения степени доктора философии (PhD) и работы в группе Сесила Боуна (Сесил Генри Эдвин Боун (1908—2003), профессор физической химии в Ливерпульском университете). Ливерпульский университет был особенно силён в химии полимеров. С самого начала работы молодого учёного Боун назначил его себе в сопровождение на встречи с «великими умами» того времени, чтобы тот всегда знал о новых методах получения полимеров и разбирался в механизмах этих реакций, знал свойства новых полимерных материалов.
Тони читал научные журналы каждый день и был в курсе самых последних исследований. В этот период быстрых изменений в химии и, в частности, в науке и технологии полимеров ещё оставались связь и взаимообогащение между разными областями науки.
Многие студенты и постдокторанты считали за удачу попасть в группу Энтони в лаборатории Донана в Ливерпуле в 1970-е годы. В основе работы выдающегося учёного лежал междисциплинарный подход: он приветствовал осведомлённость об актуальных событиях в других научных сферах и оценку их потенциальной применимости в области химии полимеров. Эта необычная стратегия привела к ряду ключевых открытий в таких областях как: нанокомпозиты, модификация поверхности и тканевая инженерия. В лаборатории царила благоприятная для научных открытий атмосфера, число аспирантов неуклонно росло, и выпускники Ледвита были успешны и в промышленной, и в академической карьере. Учёный также стимулировал интерес молодёжи к науке с помощью публичных лекций.

### Дальнейшая карьера
Тони начал свою карьеру исследователя в Ливерпуле в 1954 и уже через год был назначен на должность постоянного научного сотрудника. За время своей работы он профессионально вырос до заведующего кафедры промышленной, неорганической и физической химии. В 1960—1961 годах Энтони работал с профессором Солом Винштейном в Калифорнийском университете в Лос-Анджелесе (UCLA); выступал в качестве приглашённого профессора в Калифорнийском университете Санта-Барбара (1968), в исследовательском центре корпорации Xerox в Рочестере (1974). Финансово поддерживала его научные исследования программа научных грантов Фулбрайта.
После 30 лет в Ливерпуле Энтони покинул академическое поле деятельности для работы в промышленности, так как часто выступал за применение научных достижений в производственной практике. Он стал заместителем директора группы по исследованиям и разработкам компании Pilkington, а в 1992 году — повышен до директора. Позднее Энтони вернулся в научную сферу в качестве профессора и заведующего кафедрой химии в университете Шеффилда по приглашению профессора сэра Гарета Робертса, с которым Тони имел общие интересы в области молекулярной электроники и физики материалов.
С самого начала своей карьеры Тони был членом различных правлений и комиссий, таких как: правительственный научный совет по обороне, совет по научным и инженерным исследованиям (SERC), Pilkington Optronics, SDC Technologies Inc., трасты энергоэффективности Пилкинтона и «Мира стекла» (Сент-Хеленс). В 1988—2000 он занимал должность президента Королевского химического сообщества (RSC). Вклад выдающегося учёного в науку был признан в 1995 году присуждением ему ордена Британской империи, CBE.

## Научный вклад

### Историческая справка
В то время, как Ледвит присоединился к группе Боуна в Ливерпуле, в науке и промышленности возрос интерес к новым методам синтеза полимеров. Главной на повестке дня была работа Карла Циглера по получению линейного полиэтилена высокой плотности (HDPE) в мягких условиях, которая контрастировала с радикальной полимеризацией, открытой в 1930-х годах и приводившей к разветвлённому полиэтилену высокого давления (LDPE). Оба вида полиэтилена имели широкое промышленное применение. Например, лёгкая обработка и диэлектрические свойства полиэтилена высокого давления стимулировали развитие радиолокации во время Второй мировой войны.
Примерно во время открытия Циглером полиэтилена высокой плотности, Джулио Натта описал синтез и свойства стереорегулярного полипропилена, более жёсткого и прочного, чем нестереорегулярный полипропилен. За разработку синтеза новых материалов из доступного сырья Циглер и Натта получили Нобелевскую премию в 1963 году. После таких громких работ исследовательская деятельность была направлена на разработку некрупнотоннажных производств специализированных под отдельные задачи материалов для медицины, электроники и электрооптики.

### Суть работ
Первые аспирантские исследования Энтони Ледвита в Ливерпуле были посвящены деструктивной полимеризации алифатических диазосоединений с каталитическим удалением азота. В роли катализаторов выступали соединения золота, бора и меди. К сожалению, этот метод полимеризации не приводил к перерабатываемым полимерам с большой молекулярной массой, более того он был затруднён стерическим фактором растущей цепи, был дорогостоящим и экспериментально опасным. Этот период карьеры Энтони помог ему отточить навыки в области физической органической химии: установить взаимосвязь структуры и свойств полимера, а также изучить механизмы реакций.
Во время знаменитого спора между Солом Винштейном и Гербертом Брауном о «классических» и «неклассических» карбокатионах Тони, как и многие молодые учёные, исследовал этот вопрос. Так как решением таких споров обычно является разработка точных аналитических методик, а применяемые в то время в спектроскопии и кинетике методики допускали неоднозначность в интерпретации, Энтони решил провести год в группе Винштейна в Калифорнийском университете. Полученные знания он применил для установления механизма катионного и фотокатионного инициирования полимеризации винила и полимеризации с открытием кольца. Эта работа имела фундаментальное значение для характеристики катионов и катион-радикалов в органической химии, после которой Тони Ледвит был приглашён для исследования хирооптического эффекта полимеризации в Пизе, в Техасе — катион-радикалов, в корпорации Xerox — переноса заряда и фотопроводимости.
Задачей Ледвита было определить, какие из приведённых ниже ионов (см. иллюстрацию) участвуют в инициировании полимеризации, а какие в росте цепи.

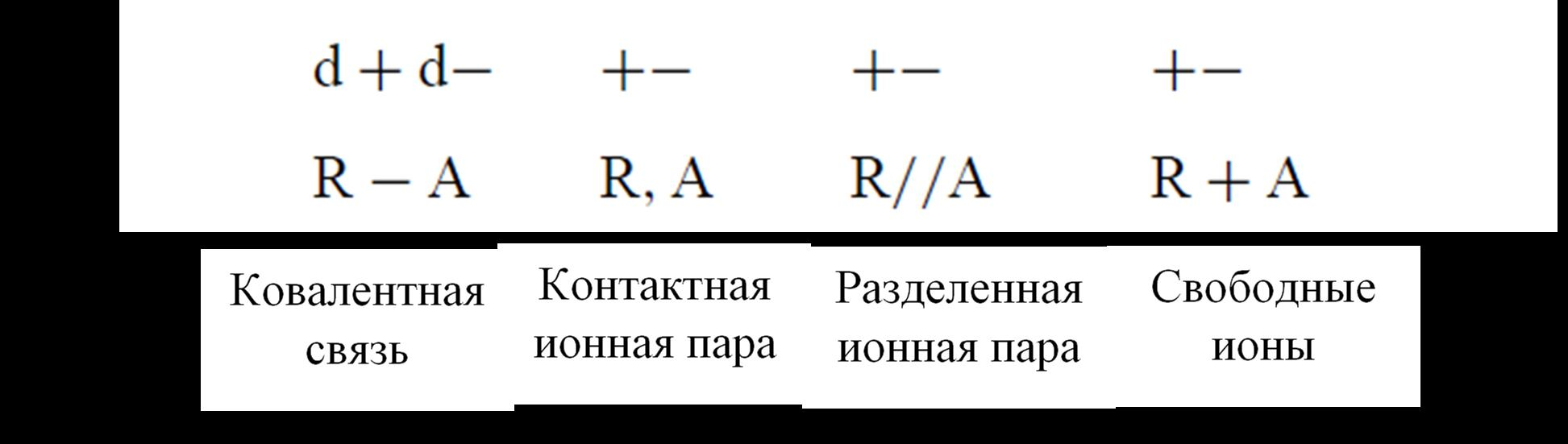
Проблема в научной работе Энтони Ледвита: выбор катиона определённого типа

Группа Энтони доказала, что именно свободные катионы (в гораздо большей степени, чем ионные пары) участвуют в катионной полимеризации виниловых фрагментов и полимеризации с раскрытием кольца. Для этого потребовалось разработать специальные калориметрические методики в дополнение к спектроскопии.
В начале 1970-х годов его группа показала, что именно благодаря свободным катионам резко возрастают константы скорости, и реакция идёт до глубоких конверсий без обрыва и без передачи цепи (например, для N-этил-3-винилкарбазола). Также группа установила механизм стереорегулярной полимеризации и изучила свойства хиральных полимеров. Использование предварительно полученных карбокатионов (трифенилметил и циклогептатриен) позволило более тщательно изучить процесс переноса заряда, что впоследствии стали использовать в фотохимии материалов..
Несмотря на переход в промышленные лаборатории в 1984, Энтони Ледвит наряду с другими учёными-теоретиками разрабатывал процесс фотохимического инициирования полимеризации (используемый в частности в зубных пломбах). Тем более в его лабораториях был мощный инструмент для характеристики материалов — зарождающаяся сканирующая зондовая микроскопия.

## Конец жизни
После работы в промышленных лабораториях Тони был назначен временным главой химического факультета Шеффилда по приглашению Гарета Робертса. На этом посту Ледвит отметил и повысил талантливых учёных К. А. Хантера и В. К. Аггарвала, которые впоследствии стали лауреатами премии Лондонского королевского общества в 2008 и 2012 годах соответственно.
Во время своего пребывания в Шеффилде Тони сохранил как свой традиционный энтузиазм, так и привычную элегантную внешность: постоянно одетый в костюм и галстук, он проводил свой краткий обзор недели по пятницам. К сожалению, очень ранние признаки слабоумия, которое опустошало его последние годы, стали очевидны для тех, кто был близок к нему в этот период. На этом этапе он более или менее исчез из поля зрения общественности и вернулся в родной город Уиган.
Пембертонский духовой оркестр, игравший на его похоронах, был наследником Уиганского клуба мальчиков, который, как и сам клуб, имел огромное значение в его жизни. Когда похоронный кортеж повёз его в последний путь, его любимый паб был закрыт — все были в церкви.